# Banco de Comércio Exterior da República Popular Democrática da Coréia
O Banco de Comércio Exterior da República Popular Democrática da Coreia ( Joson Trade Bank ) é o principal banco de câmbio da Coreia do Norte e pertence e é administrado pelo governo norte-coreano.
Em 11 de março de 2013, os Estados Unidos designaram o banco como abrangido pela ordem executiva 13382 dos EUA, que se aplica a "proliferadores de armas de destruição em massa e seus apoiadores". O pedido congela todos os ativos e proíbe qualquer transação entre entidades dos EUA e o banco.
Em 7 de maio de 2013, o Banco da China, controlado pelo estado, anunciou que interromperia todas as negociações com o Banco de Comércio Exterior. No passado, a China relutou em sancionar a Coreia do Norte, apesar de estar muito insatisfeita com a postura agressiva e a busca de armas nucleares da Coreia do Norte. A interrupção do acordo com o Banco de Comércio Exterior é vista como um sinal significativo da China para pressionar a Coreia do Norte.
Em 5 de agosto de 2017, o Conselho de Segurança da ONU adotou a Resolução 2371, expandindo as sanções financeiras  para incluir o banco.
Após a adoção da Resolução 2094 do Conselho de Segurança das Nações Unidas em março de 2013, vários bancos chineses não negociarão com o Banco de Comércio Exterior.
O Departamento do Tesouro dos Estados Unidos designou a Dandong Zhongsheng Industry & Trade Co Ltd e a Korea Ungum Corporation como empresas de fachada do FTB e sancionou o Agrosoyuz Commercial Bank, com sede em Moscou, por facilitar as transações para o FTB.

## 30em
1. United Nations Security Council (October 14, 2006). «UN Security Council Resolution 1718». United Nations. Consultado em August 20, 2017. (d) All Member States shall, in accordance with their respective legal processes, freeze immediately the funds, other financial assets and economic resources which are on their territories at the date of the adoption of this resolution or at any time thereafter, that are owned or controlled, directly or indirectly, by the persons or entities designated by the Committee or by the Security Council as being engaged in or providing support for, including through other illicit means, DPRK’s nuclear-related, other weapons of mass destruction-related and ballistic missile related programmes, or by persons or entities acting on their behalf or at their direction, and ensure that any funds, financial assets or economic resources are prevented from being made available by their nationals or by any persons or entities within their territories, to or for the benefit of such persons or entities; Verifique data em: |acessodata=, |data= (ajuda)
2. Predefinição:UN doc
3. Gladstone, Rick (August 5, 2017). «U.N. Security Council imposes punishing new sanctions on North Korea». The New York Times. USA. Consultado em August 8, 2017 Verifique data em: |acessodata=, |data= (ajuda)
4. United States Mission to the United Nations (August 5, 2017). «FACT SHEET: Resolution 2371 (2017) Strengthening Sanctions on North Korea». U.S.A.: United States Department of State. Consultado em August 20, 2017. Cópia arquivada em August 19, 2017 Verifique data em: |acessodata=, |arquivodata=, |data= (ajuda)